# 산조반니테아티노
산조반니테아티노(이탈리아어: San Giovanni Teatino)는 이탈리아 아브루초주 키에티도에 있는 코무네이다.